# Drahnsdorf
Drahnsdorf är en kommun och ort i Landkreis Dahme-Spreewald i förbundslandet Brandenburg i Tyskland. Kommunen bildades den 31 december 2002 genom en sammanslagning av de tidigare kommunerna Drahnsdorf och Falkenhain i den nya kommunen Drahnsdorf. Kommunen ingår i kommunalförbundet Amt Unterspreewald.